# Sainte-Gemmes
Sainte-Gemmes är en kommun i departementet Loir-et-Cher i regionen Centre-Val de Loire i de centrala delarna av Frankrike. Kommunen ligger i kantonen Selommes som tillhör arrondissementet Vendôme. År 2018 hade Sainte-Gemmes 103 invånare.

## Befolkningsutveckling
Antalet invånare i kommunen Sainte-Gemmes
| Referens: INSEE |